# Mark Jenkin
Mark Jenkin (nascut el 1976) és un director de cinema, guionista, editor, director de fotografia i productor de cinema  còrnic. Va escriure i dirigir la pel·lícula Bait (2019), amb la que va guanyar el BAFTA al millor director, guionista o productor britànic novell.

## Carrera
Jenkin és descendent d'Alfred Wallis, a un artista i pescador còrnic.
Jenkin va guanyar el Frank Copplestone First Time Director Award al The Celtic Film & Television Festival l'any 2002 per la seva pel·lícula debut Golden Burn. Va seguir aquest èxit amb documentals, curtmetratges i llargmetratges de baix pressupost com The Man Who Needed a Traffic Light, The Rabbit i  The Lobsterman, un documental sobre la vida del dramaturg còrnic Nick Darke. El seu llargmetratge de 2007 The Midnight Drives va ser descrit per Derek Malcolm, crític de cinema de The Evening Standard com "Una pel·lícula commovedora sobre la filiació amb una actuació excepcional de Colin Holt al centre".
Jenkin va escriure i dirigir la pel·lícula dramàtica del 2019 Bait, protagonitzada per Edward Rowe i la parella de Jenkin Mary Woodvine.
El 2020, Jenkin va ser reconegut com a Bard de Cornualla pel seu treball en la promoció del patrimoni de Cornualla. El 2022, va crear dos vídeos musicals per a la banda the Smile.

## Filmografia

### Pel·lícules
Tots els curts dirigits i editats per Jenkin
Shorts
- 2003 The Man Who Needed a Traffic Light (curt) - també escriptor
- 2009 Aurora's Kiss (curt) - també guionista
- 2012 Last Post[11]
- 2013 Cape Cornwall Calling / All the White Horses – també guionista[12]
- 2015 Bronco's House (curtmetratge) – també guionista
- 2016 Enough to Fill Up an Egg Cup (curtmetratge) – també guionista/director de fotografia
- 2016 Dear Marianne (curtmetratge) – també guionista[13]
- 2016 The Essential Cornishman (curtmetratge) – també guionista
- 2017 The Road to Zennor (curtmetratge) – també guionista[14]
- 2017 Tomato – també guionista
- 2018 Vertical Shapes in a Horizontal Landscape – també guionista[15]
- 2018 David Bowie Is Dead (curtmetratge) – també guionista/editor
- 2019 Hard, Cracked the Wind[16]
- 2020 29 Hour Long Birthday – també guionista[17]

All features directed & written by Jenkin
Llargmetratges
- 2002 Golden Burn – també editor
- 2004 The Rabbit – també editor
- 2007 The Midnight Drives – també editor
- 2011 Happy Christmas[18]
- 2019 Bait – also editor
- 2022 Enys Men – also editor
- TBA Rose of Nevada

### Altrs treballs
- 1999 Walking with Dinosaurs – Ajudant de producció
- 2004 The Wrecking Season – Editor
- 2004 New Reed – Director de fotografia/editor
- 2007 The Lark – Editor